# Merle Wasmuth
Merle Wasmuth (* 21. Januar 1988 in Manado, Indonesien) ist eine deutsche Schauspielerin und Sprecherin.

## Leben
Merle Wasmuth wuchs in Indonesien auf und kam im Alter von 8 Jahren mit ihrer Familie nach Deutschland. Als 14-jährige Gymnasiastin absolvierte sie ein Berufspraktikum am Kölner Comedia Theater, das ihr Interesse an der Schauspielerei weckte. Nachdem Wasmuth von 2004 bis 2007 am Schauspiel Köln gastiert hatte, besuchte sie von 2007 bis 2011 das Max Reinhardt Seminar in Wien  und wirkte am dortigen Burgtheater von 2009 bis 2011 als Elevin. Von 2013 bis 2019 war sie im Festengagement am Theater Dortmund. Wasmuth spielte in Köln u. a. die Hedwig in Ibsens Wildente, für deren Darstellung sie 2005 eine Nominierung zur Nachwuchsschauspielerin des Jahres von der Zeitschrift Theater pur erhielt. In einem weiteren Ibsen-Stück verkörperte sie in Ein Volksfeind die Petra Stockmann. Am Burgtheater spielte sie unter anderem in Quai West von Koltès in der Regie von Andrea Breth. Darüber hinaus arbeitete sie unter anderem mit Luc Bondy und Matthias Hartmann, mit letzterem auch bei den Salzburger Festspielen. Bei den Festspielen in Reichenau war sie unter anderem in Arthur Schnitzlers Fräulein Else in der Titelrolle zu sehen. In Dortmund spielte Wasmuth neben anderen Inszenierungen in Der nackte Wahnsinn von Michael Frayn und in Glückliche Tage von Samuel Beckett. In Der Prozess nach Franz Kafka übernahm sie sämtliche Frauenrollen. Auch war sie als Barbara Fortham in Eine Familie (Regie: Sascha Hawemann) zu sehen und in sämtlichen Inszenierungen von Kay Voges, unter anderem in Psychose 4.48 von Sarah Kane und Das goldene Zeitalter.
Eine von Merle Wasmuths ersten Aufgaben vor der Kamera war 2005 eine Rolle in dem Kölner Tatort Erfroren. Weiter sah man sie gastweise bei der SOKO Köln oder den Pfefferkörnern. 2014 stand sie für den Dortmunder Tatort „Schwerelos“ vor der Kamera. Seit 2016 arbeitet sie immer wieder mit dem Regisseur Jan Bonny zusammen. Unter anderem in „Rheingold“, „Wintermärchen“ und in der vierteiligen Webserie „The Horror“, eine Produktion der Bildundtonfabrik. 2018 drehte sie für den neuen Film „All My Loving“ von Edward Berger, der 2019 auf der Berlinale „Panorama“ Premiere feierte. 2014 wirkte Merle Wasmuth unter anderem in dem vom Westdeutschen Rundfunk produzierten Hörspiel Auricula – Ohrwurm des Schreckens unter der Regie von Leonhard Koppelmann mit. Seit 2017 spricht sie vermehrt für das Zeitzeichen und den Stichtag des WDR und ist immer wieder in Features und Hörspielen vertreten. 2017 wirkte sie auch in der Produktion „Die Borderline Prozession“ (Regie: Kay Voges) mit, welche zum 54. Berliner Theatertreffen eingeladen wurde. 2019 war sie erneut auf dem Berliner Theatertreffen mit der Produktion „Das Internat“ (Regie: Ersan Mondtag) vertreten. 2024 ist sie mit einer durchgehenden Rolle in der ARD-Serie Mord mit Aussicht zu sehen.
Wasmuth lebt in Berlin.

## Filmografie (Auswahl)
- 2005: Das Gespenst von Canterville, Regie: Isabel Kleefeld
- 2005: Tatort – Erfroren, Regie: Züli Aladag
- 2006: Mein Leben & Ich – Familienbande, Regie: Richard Huber
- 2007: Lebenswandel (Kurzfilm), Regie: Stefan Kornatz
- 2007: Teufelsbraten, Regie: Hermine Hundgeburth
- 2008, 2016, 2020, 2022: SOKO Köln (Fernsehserie, vier Folgen)
- 2008: Der Weihnachtswessel (Kurzfilm), Regie: Matthias Müller
- 2014: Die Pfefferkörner – Kinderkram, Regie: Franziska Hörisch
- 2015: Tatort – Schwerelos, Regie: Züli Aladag
- 2016: Rheingold, Regie: Jan Bonny
- 2017: Heldt – Täuschungen, Regie: Sascha Thiel
- 2017: Fremde, Regie: Tim Dünschede
- 2018: Das Rote Rad, Regie: Nicolas Ehret
- 2018: Ein Anderer, Regie: Julia Schubeius
- 2018: I grew a statue, Regie: Aaron Arens
- 2018: Endlich Leben, Regie: Jan Bonny
- 2018: The Horror mit Get Well Soon (Fernsehserie, zwei Folgen), Regie: Jan Bonny
- 2018: Wintermärchen, Regie: Jan Bonny
- 2019: All My Loving, Regie: Edward Berger
- 2019: Wir wären andere Menschen, Regie: Jan Bonny
- 2020: WaPo Bodensee: Schande
- 2021: Merz gegen Merz (5 Episoden), Regie: Jan Markus Linhof, Felix Stienz
- 2022: Alarm für Cobra 11 – Die Autobahnpolizei – Schutzlos, Regie: Darius Simaifar, Franco Tozza
- 2023: Der Staatsanwalt – Kontrollverlust, Regie: Martin Kinkel
- 2023: SOKO Hamburg – Die letzte Beichte
- 2023: WaPo Duisburg – Treibgut, Regie: Ozan Mermer
- 2023: Eher fliegen hier UFOs, Regie: Ingo Haeb, Gina Wenzel
- 2023: One for the Road
- 2024: Mord mit Aussicht (Fernsehserie, 3 Folgen)

## Auszeichnungen und Nominierungen
- 2019: Einladung zum 56. Berliner Theatertreffen mit „Das Internat“
- 2019: Nominierung bester mittellanger Film „I grew a statue“ auf dem Filmfestival Max Ophüls Preis
- 2019: Nominierung bester mittellanger Film „Das rote Rad“ auf dem Filmfestival Max Ophüls Preis
- 2017: Einladung zum 54. Berliner Theatertreffen mit „Die Borderline Prozession“
- 2017: Schauspielerpreis Dortmund für herausragende Leistung 2016/2017
- 2016: Nominierung „beste Nachwuchsschauspielerin“ Theater heute
- 2016: Kritikerumfrage NRW „Die Welt“ beste Schauspielerin
- 2016: Förderpreis des Landes Nordrhein-Westfalen für junge Künstlerinnen und Künstler in der Sparte Theater: Regie, Schauspiel, Gesang, Tanz, Bühnenbild
- 2015: Schauspielerpreis Dortmund[4]